# Монопол
Монополът е пазарна структура със строго определен единствен продавач, който произвежда продукция без близки заместители. Монополът е пълно отсъствие на конкуренция. Думата е от гръцки произход и означава „продавам сам“ (μόνος „сам, единствен“ πωλώ „продавам“). Ако една-единствена фирма предлага и продуктът няма заместители, тя е абсолютен монопол.

## Причини за възникване
Съществуват три основни причини за възникване на монопол на даден пазар. Първата е свързана с икономиите от мащаба. В някои индустрии икономиите от мащаба позволяват нарастваща възвръщаемост от мащаба, при което една фирма успява да задоволи цялото пазарно търсене при по-ниски разходи отколкото две или повече фирми биха могли. Това се случва особено в индустрии където непроменливите (фиксирани) разходи са значително по-големи спрямо променливите разходи за производство (например железопътния транспорт). Втората прична за създаване на монопол са външните ефекти. Такива са налице, когато достъпа до определено благо не може да бъде изключен или неговото индивидуално потребление не може да бъде измерено (например потреблението на националната сигурност или на морски фар). В тези случаи се счита, че държавната намеса е удачна тъй като в този случай никой не би се заел да предостави такъв продукт или услуга. Трета причина за възникване на монополите са правните бариери за навлизане на даден пазар, като авторски права, патeнти, лицензи, и др.

## Класификация според начина на възникване
- естествен – възниква чрез естествените сили на конкуренцията. Това се получава, когато една фирма е в състояние да задоволи пазарното търсене при по-ниски разходи за единица продукция. Тя се превръща в единствен продавач и издига бариери за вход в отрасъла за всички останали. Тази ситуация е характерна за отрасли, в които е възможна икономия от мащаба, а конкуренцията е силно затруднена. Пример са водоснабдяване, топлофикация, железопътен транспорт и др.

- изкуствен (институционален) – причина е правителствени ограничения за навлизането на множество фирми в даден отрасъл (дейност). Законовата защита на патенти, авторски права, издаването на лицензи, отдаването на концесия за ползване на природни ресурси поставят фирмите в привилегировано спрямо пазара положение.

## Борба с монополите
Борбата с монополите може да бъде проведена на различни институционални нива – от антимонополна комисия (в България това е Комисията за защита на конкуренцията); от партии чрез внасяне на законопроекти за поправки на закони, свързани с конкуренцията и монополите; от правителството, също чрез поправки; от неправителствени организации и граждански движения. Пагубно явление е срастването на държавата с монополите, което със сигурност е показател за корупционни схеми и измами.
В България се водят три големи инициативи за борба с монополите – тази на Съюз на комунистите в България - „Манифест за възраждане на България“, Движението за национално единство и спасение - „Срещу произвола на монополите“, и тази на ДСБ, оповестена на 9 януари 2012 г.